# Mesabolivar levii
Mesabolivar levii là một loài nhện trong họ Pholcidae. Loài này được phát hiện ở Brasil.